# چانتال گروت
چانتال گروت (به انگلیسی: Chantal Groot) (زادهٔ ۱۹ اکتبر ۱۹۸۲ ‏(۴۲ سال)) شناگر اهل هلند است.